# Resolució 374 del Consell de Seguretat de les Nacions Unides
La Resolució 374 del Consell de Seguretat de les Nacions Unides, aprovada per unanimitat el 18 d'agost de 1975, després d'examinar l'aplicació de la República de Moçambic per a ser membre de les Nacions Unides, el Consell va recomanar a l'Assemblea general que la República de Moçambic fos admesa.